# Piotr Czaska
Piotr Czaska (ur. 1 sierpnia 1965) – polski koszykarz występujący na pozycji skrzydłowego, po zakończeniu kariery zawodniczej trener koszykarski.
Jego córka, Małgorzata Czaska jest koszykarką, której trenerem był w barwach Ostrovii.

## Osiągnięcia
Drużynowe
- Awans do PLK:
  - ze Stalą Ostrów Wielkopolski (1998)
  - z Notecią Inowrocław (2001)
- 2. miejsce w memoriale Jacka Ponickiego (2002)[3]
- Mistrz świata w maxikoszykówce (2009 – kategoria +40)[4]

Indywidualne
- Uczestnik meczu gwiazd PLK (1994)[5]

Trenerskie
- Awans do II ligi z MKS Kalisz (2013)[6]